# Сафіта-Центр
Сафіта-Центр (араб. ناحية مركز صافيتا‎‎) — нохія у Сирії, що входить до складу району Сафіта провінції Тартус. Адміністративний центр — м. Сафіта.
| Сирія | Це незавершена стаття з географії Сирії. Ви можете допомогти проєкту, виправивши або дописавши її. |